# Kkwaenggwari
El kkwaenggwari (k͈wɛŋ.gwa.ɾi: k͈wɛŋ.gwa.ɾi) és un gong pla petit de bronze utilitzat principalment en la música tradicional de Corea. És fet de llautó i es toca amb una maça. Produeix un so agut i metàl·lic i penetrant quan és colpejat amb energia. Mentre el música pica amb una mà, amb l'altra controla la ressonància provocada. És particularment important en el samulnori i el pungmul, tot i que també apareix en altres gèneres. Apareix sobretot en la música i dansa dels agricultors, l'intèrpret del kkwaenggwari s'anomena sangsoe.
El nom de l'instrument és probablement onomatopeic pel so que produeix l'instrument, "ggwaeng-ggwaeng" (hangul: 꽹꽹). Un altre nom alternatiu és swe.
L'instrument s'utilitza comunament en arts escèniques populars a Corea, incloent música xamànica, dansa, teatre de màscares i és l'instrument principal al pungmul.
A la música de les festes dels pagesos, l'intèrpret principal (sangsoe) d'aquest petit gong produeix sons que són aguts i forts mentre que els sons que fa l'intèrpret del gong petit, són, comparativament, més suaus. La maça que s'utilitza per colpejar el gran gong està fet de fusta i s'embolcalla amb tela o pell de cérvol.

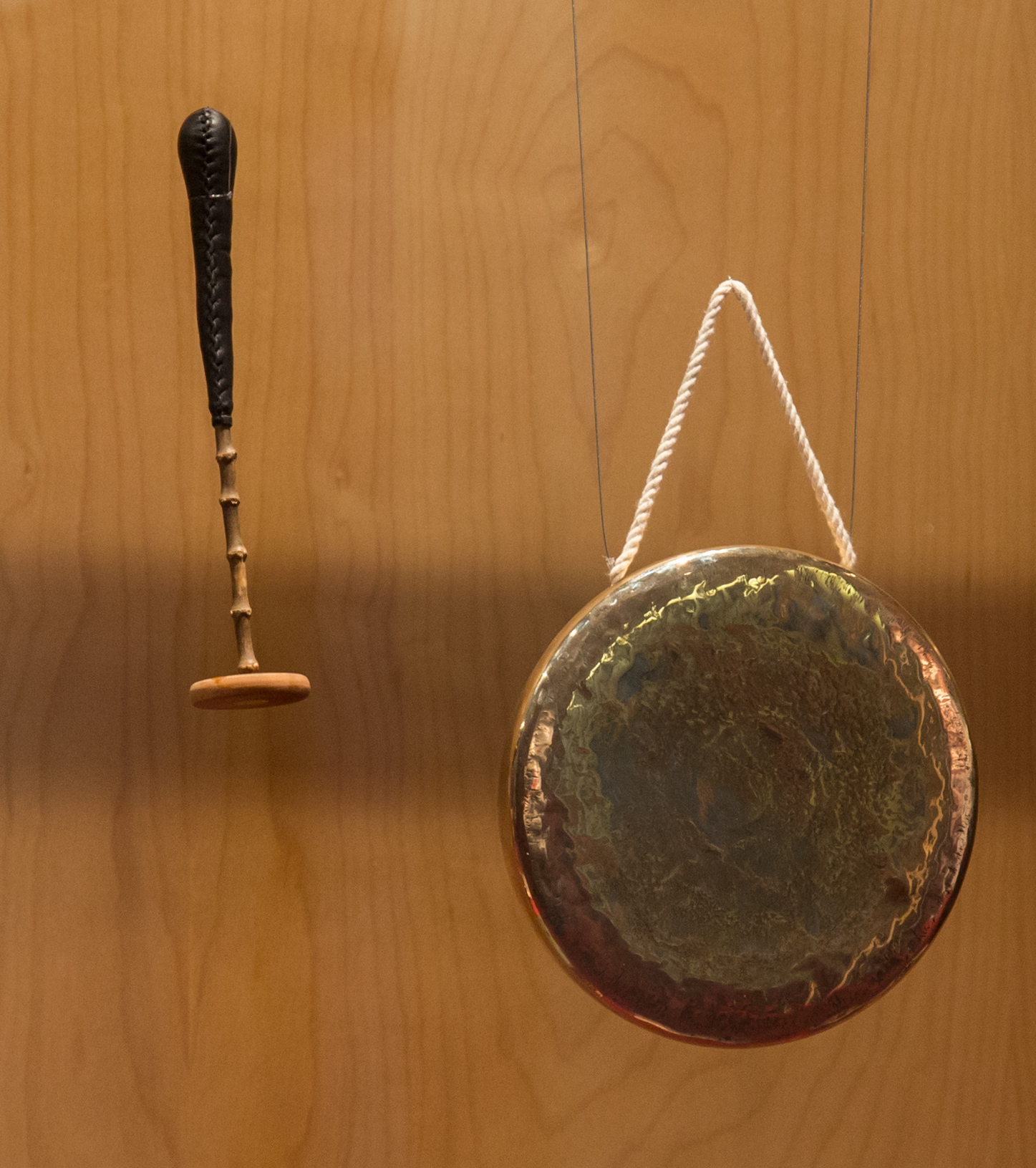
Kkwaenggwari amb la maça, exposat a Eolssigu! Els sons de Corea

## Vídeos
- Samulnori, on apareix el kkwaenggwari